# Hilmar Lauterbach
Hilmar Lindor Lauterbach (* 16. März 1869 in Gräfinau bei Stadtilm, Fürstentum Schwarzburg-Rudolstadt; † 7. Oktober 1942 in Wuppertal-Elberfeld) war ein deutscher Kunstschmied und Ziseleur, der ab 1901 als Lehrer an der Handwerker- und Kunstgewerbeschule Elberfeld wirkte.

## Leben
Hilmar Lauterbach ging nach der Schulzeit bei dem Schmiedemeister Bernhardt in Blankenburg in die Lehre und erlernte das Kunstschmiedehandwerk. Anschließend besuchte er die Polytechnische Schule in Leipzig, wo er in Zeichnen und Kunstschlosserei unterrichtet wurde. Dann wechselte er zur Königlichen Kunstgewerbeschule München. 1901 wurde er von Richard Meyer an die Handwerker- und Kunstgewerbeschule Elberfeld berufen. Dort leitete er – verbunden mit einer Werkstatt für Kunstschmiederei und Ziselieren – eine Fachklasse für Metalltechnik und wurde 1913 Professor. Als er erkannte, dass der Kunstschlosserei durch die neue Technik des Autogenschweißens eine Konkurrenz mit Massen- und Billigware erwuchs, warnte er 1914 in der Zeitschrift Kunstgewerbeblatt in einem Aufruf an Kunstschmiede, Architekten, Kunstfreunde, Meister und Geschäftsführer davor, „autogenes Kleben und Pappen“ als Schmiedekunst anzuerkennen.
Hilmar Lauterbach blieb Junggeselle und starb im Alter von 73 Jahren am 7. Oktober 1942 in Wuppertal-Elberfeld. Zuvor hatte er Teile seines künstlerischen Nachlasses testamentarisch der Stadt Bad Blankenburg zu Ausstellungszwecken übereignet. Eine Liste umfasst 36 Positionen, darunter allein 19 Leuchter. Ferner finden sich in ihr Kelche, Truhen, Treibarbeiten, Ölbilder und anderes im Gesamtwert von 123.300 Reichsmark. Dies sollte „dem hiesigen Heimatmuseum einverleibt werden“. Mitarbeiter des Pionierhauses von Bad Blankenburg richteten 1958 auf der Burg Greifenstein ein Heimatmuseum ein, u. a. mit einem „Prof.-Lauterbach-Zimmer“, das jedoch nur kurze Zeit existierte, da die Räume wieder als Wohnung gebraucht wurden. Letztmals war ein großer Teil der Prof.-Lauterbach-Stiftung 1967 anlässlich der 700-Jahr-Feier Bad Blankenburgs im kleinen Saal der Stadthalle ausgestellt. 1991 ehrte ihn die Stadt durch Benennung einer Prof.-Lauterbach-Straße. In ihrem Rathaus eröffnete am 16. Dezember 1998 ein kleines Stadtmuseum, u. a. mit Kunstschmiedearbeiten von ihm.